# I Don't Care at All
I Don't Care at All è il terzo album in studio del rapper canadese bbno$, pubblicato l'8 novembre 2019 dalla Universal Music Group.

## Tracce
Testi di Alexander Gumuchian, musiche di Ari Starace, eccetto dove indicato.
1. Bad Thoughts – 2:32
2. on god (con Lewis Grant) – 3:14 (musica: Ari Starace, Lewis Grant)
3. Slop – 2:45
4. Shining on My Ex (con Yung Gravy) – 2:20 (testo: Alexander Gumuchian, Matthew Hauri)
5. I Don't Care at All Cu I Got Money!!! – 1:48
6. Pop Song – 2:24
7. Jimmy Neutron (con Lil Mayo) – 2:03 (testo: Alexander Gumuchian, Lil Mayo)
8. Pouch – 2:12
9. I Gon'last – 2:40
10. Gone – 3:21